# Giovanni Battista Benedetti
Pour les articles homonymes, voir Benedetti.
 (septembre 2021).
Si vous disposez d'ouvrages ou d'articles de référence ou si vous connaissez des sites web de qualité traitant du thème abordé ici, merci de compléter l'article en donnant les références utiles à sa vérifiabilité et en les liant à la section « Notes et références ».
Giovanni Battista Benedetti, né à Venise le 14 août 1530, mort à Turin le 20 janvier 1590 est un mathématicien et physicien italien.

## Biographie
Benedetti vient d'une famille riche de Venise. C'est son père qui lui enseigne la philosophie, les mathématiques et les sciences. Cette éducation à la maison ne lui permet pas d'avoir les diplômes officiels lui donnant accès à des postes d'enseignant.
Dans les années 1546 - 1548, Benedetti étudie les Éléments d'Euclide sous la direction de Tartaglia.
En 1558, Benedetti devient mathématicien auprès du duc Ottavio Farnese à Parme. Il y tient le rôle de professeur, d'astrologue et d'architecte. Il effectue des observations astronomiques et construit des cadrans solaires.
En 1567, il est invité par le duc de Savoie, Emanuele Filiberto, à la cour de Turin. Il y restera jusqu'à sa mort, en tant que conseiller du duc sur toutes les affaires scientifiques.

## Contributions

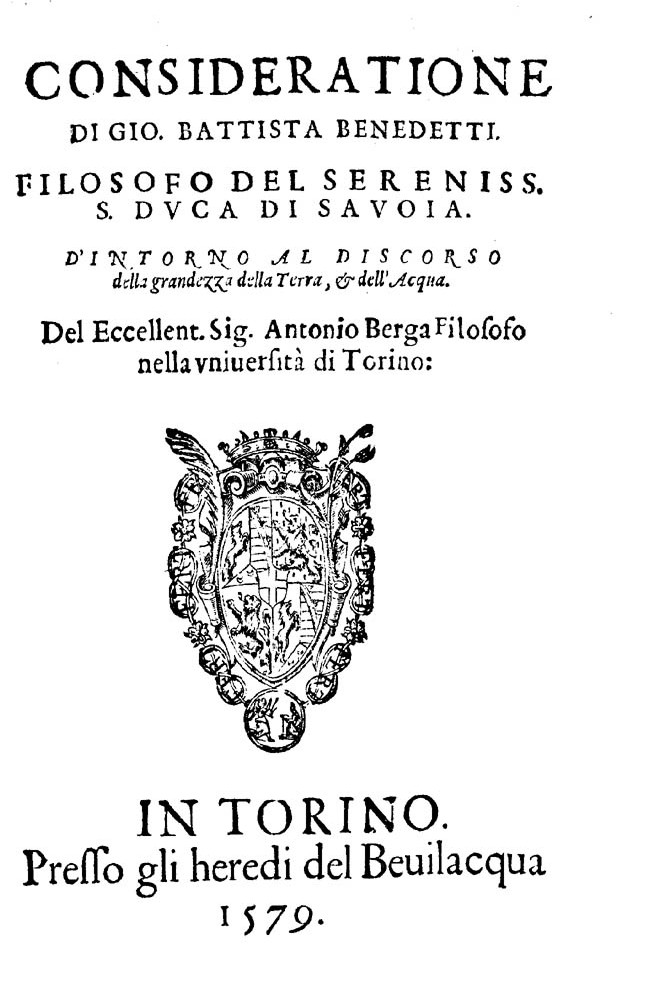
Consideratione d'intorno al discorso della grandezza della terra, e dell'acqua, 1579

### Mathématiques
En 1553, il publie Resolution omnium Euclidis problematum, dans lequel il résout avec élégance les problèmes de construction à la règle et au compas présentés par Euclide. Ses réflexions sur la perspective dans De rationibus operationum perspectivae publié dans le Diversarum speculationum mathematicarum et physicarum liber est la première référence à la méthode d'Alberti et à l'usage d'une fenêtre pour visualiser la perspective. De ce même livre publié en 1585, on trouve aussi une réflexion sur les coniques (il y énonce par exemple que la section du cône par deux plans parallèles produit deux coniques semblables) et une analyse du livre V des Éléments d'Euclide.

### Physique
Benedetti est souvent considéré comme le précurseur de Galilée. Il travaille sur la chute des corps et publie en 1554, un traité demonstratio proportionum motuum localium. Il montre que la résistance que subit un corps est liée à sa surface et non à son volume. Par conséquent, ce n'est que dans le vide que tous les corps peuvent tomber à la même vitesse. Benedetti développe plus largement ses idées sur la chute des corps dans son Diversarum speculationum mathematicarum et physicarum liber (1585).
Cet ouvrage influencera Galilée. La partie physique du livre est une analyse critique de la physique aristotélicienne, une réflexion sur la chute des corps et des énoncés sur des principes hydrauliques.

### Musique
En musique, il attribue la consonance ou la dissonance de deux sons au rapport des deux fréquences des oscillations des masses d'air générées par les instruments. Associant cette fréquence à l'inverse de la longueur de la corde produisant le son, il détermine mathématiquement le degré de consonance ou de dissonance de deux sons (lettres à Capiano da Rore (1563) ) publiées en 1585.

### Astronomie
En 1573, il publie son livre De gnomonum umbrarumque solarium usu liber dans lequel il décrit des méthodes de construction de cadrans solaires d'inclinaison variable. En 1578, dans son papier De temporum emendatione opinion, il propose une correction et une réforme du calendrier. En 1578, lors d'un débat public, organisé par le duc de Savoie avec Antonio Berga, il discute sur la proportion terre-mer à la surface de la Terre.

### Architecture
En tant qu'architecte et physicien, il est le responsable de la construction de plusieurs fontaines et fortifications.

### Astrologie
On raconte qu'il aurait calculé la date de sa mort la fixant à l'année 1592.

## Sources
- Ressources relatives aux beaux-arts :   - Grove Art Online
  - Union List of Artist Names
- Notices dans des dictionnaires ou encyclopédies généralistes :   - Brockhaus
  - Dizionario biografico degli italiani
  - Enciclopedia De Agostini
  - Gran Enciclopèdia Catalana
  - Internetowa encyklopedia PWN
  - Store norske leksikon
  - Treccani
- Notices d'autorité :   - VIAF
  - ISNI
  - BnF (données)
  - IdRef
  - LCCN
  - GND
  - Italie
  - CiNii
  - Pays-Bas
  - Pologne
  - Israël
  - NUKAT
  - Catalogne
  - Vatican
  - Australie
  - Portugal
  - WorldCat
- (en) Biographie dans The Archimedes Project